# Abovjan, Kotjak
Abovjan (armeniska: Աբովյան) är en stad i provinsen Kotajk i centrala Armenien. Staden hade 43 495 invånare vid folkräkningen 2011.

## Historia
Arkeologiska fynd pekar på att platsen varit bebodd sedan bronsåldern.

## Vänorter
- Villeurbanne, Frankrike, sedan 1990